# Kalînivka, Prîazovske
Kalînivka (în ucraineană Калинівка) este un sat în comuna Rozivka din raionul Prîazovske, regiunea Zaporijjea, Ucraina.

## Demografie
Componența lingvistică a localității Kalînivka
     Ucraineană (65,82%)
     Rusă (32,91%)
     Română (1,27%)
Conform recensământului din 2001, majoritatea populației localității Kalînivka era vorbitoare de ucraineană (65,82%), existând în minoritate și vorbitori de rusă (32,91%) și română (1,27%).